# Gregorio Inglán Lafarga
Gregorio Inglán Lafarga, (¿-1929) traductor y periodista anarquista, fue el primer director de La Protesta Humana, el principal periódico anarquista de Buenos Aires.

## Biografía
Nacido en Cataluña, y obrero ebanista de oficio, emigró a la Argentina, donde fue uno de los primeros organizadores del movimiento anarquista. En 1896 fundó junto con Manuel Reguera el periódico La Revolución Social. El 13 de junio de 1897 participó en la fundación de La Protesta Humana, periódico que continúa publicándose en la actualidad. Inglán Lafarga fue el primer director de este periódico, hasta 1902.

Creyeron algún tiempo los obreros que por medio del sufragio, obtenido el poder, podrían adquirir mayor bienestar, y formaron grandes partidos demócratas socialistas y republicanos, llevaron representantes a los parlamentos, y no por eso su situación mejoró un ápice; y así siguieron hasta que, viéndose engañados por vanas promesas y ridículas farsas de sus representantes, se decidieron algunas sociedades (...) a adquirir aquel mejoramiento por su propio esfuerzo, formando agrupaciones dispuestas a desplegar todas sus energías para el logro de sus fines fuera del terreno político, (...) preconizando como final de esta lucha del trabajo contra el capital la huelga universal, a la que quizás ya se habría llegado si el maldito afán de politiquear, saturado esta vez de cierto perfume obrero, no se hubiera interpuesto.
Inglán Lafarga, La Protesta Humana, octubre de 1897.

En diciembre de 1898 firmó una declaración para constituir una asamblea que fundaría una Federación Libertaria de Grupos Socialistas Anárquicos de Buenos Aires, de efímera existencia, cuyo texto fundacional fue redactado por Pietro Gori. Ese año tradujo al castellano la obra de Agustín Hamon, Psicología del socialista anarquista. 
En 1900 participó junto con Reguera, Rafael Rocca, Salvans y otros en la fundación del periódico El Perseguido. Poco después dejó la dirección de La Protesta y se mudó a la ciudad de Bolívar en la Provincia de Buenos Aires, donde formó el grupo "Los libertarios", inició una Casa del Pueblo, y muy probablemente haya participado en la fundación del periódico Rojo y Negro. En julio de 1900 participó con Pietro Gori en una reunión contra la represión en España, y en septiembre hizo una presentación en el centro socialista de los albañiles apoyando la creación de un sindicato.

Fue un ferviente impulsor de la presencia de los anarquistas en el movimiento obrero, fue muy activo durante el congreso de fundación de la Federación Obrera Argentina (FOA), el 25 de mayo de 1901, donde fue el delegado del ferrocarril de Rosario. Se oponía a la legislación laboral, a los fondos de asistencia y al arbitraje y era partidario de que se adoptase una resolución en favor de la revolución universal. Fue delegado de los trabajadores de una panadería de Bahía Blanca durante el 2 º Congreso de la FOA. En abril de 1902 fue uno de los más activos propagandistas, promoviendo la acción directa y la huelga general. Después de la aprobación a principios de 1903 de la Ley de Residencia, una ley represiva contra el anarquismo y el socialismo, tuvo que huir para evitar la extradición, alejándose definitivamente del activismo anarquista y el gremialismo. 
Cuando se renovó la actividad anarquista de vasto alcance, a fines de 1903, se comprobó que la deportación de militantes por medio de la Ley de Residencia no sofocaba la posición de los anarquistas, pero causó cambios notables en la composición de los activistas principales. Uno de los mayores cambios se produjo en la redacción de La Protesta Humana, de donde se alejó el veterano redactor G. Inglán Lafarga, que no fue exiliado pero se ocultó mucho tiempo y luego se apartó por completo de la actividad anarquista. Lo sustituyeron A. Valenzuela y Juan Creaghe...
Gregorio Inglan Lafarga murió en 1929, probablemente en Buenos Aires.